# Divergență
Divergența este o noțiune din teoria câmpurilor, un operator vectorial care exprimă fluxul unui câmp vectorial care trece (latina: divergere) printr-o suprafață închisă. Divergența într-un punct (P) al spațiului este fluxul câmpului care trece prin suprafața închisă care înconjoară un volum infinitezimal, care cuprinde punctul (P) al spațiului. Divergența fluxului care străbate suprafața închisă din interior spre exterior se consideră pozitivă, iar divergența fluxul care străbate suprafața închisă dinspre exterior spre interior se consideră negativă. Astfel divergența unui câmp care străbate suprafața închisă intrând pe o parte și ieșind pe altă parte este egală cu zero. Divergența este diferită de zero când într-un punct din interiorul suprafeței închise se află o sursă a câmpului, exprimat în legea lui Gauss din electrostatică. Intuitiv se spune câmpul are în acel punct un 'izvor'. Tratarea matematică se face în analiza matematică cât și în analiza vectorială abordând tematica cu mijloacele lor specifice.

## Definiția matematică
Divergența unui câmp vectorial {\displaystyle {\vec {F}}} este definită ca::
{\displaystyle \operatorname {div} \,{\vec {F}}=\nabla \cdot {\vec {F}}=\lim _{|\Delta V|\to 0}\left({\frac {1}{|\Delta V|}}\oint _{\partial (\Delta V)}{\vec {F}}\;\cdot {\vec {n}}\,dS\right)\,}
unde {\displaystyle \nabla } (nabla) este operatorul diferențial:
{\displaystyle \nabla ={\frac {\partial }{\partial \ x}}\cdot {\vec {i}}+{\frac {\partial }{\partial \ y}}\cdot {\vec {j}}+{\frac {\partial }{\partial \ z}}\cdot {\vec {k}}}
Astfel divergența este un scalar, fiind produsul scalar a doi vectori.

## Expresia matematică[2]
În coordonate carteziene, expresia matematicä a divergenței unui câmp vectorial, {\displaystyle {\vec {F}}=F_{x}\cdot {\vec {i}}+F_{y}\cdot {\vec {j}}+F_{z}\cdot k}, rezultă folosind operatorul nabla:
{\displaystyle \operatorname {div} {\vec {F}}=\nabla \cdot {\vec {F}}\,=\,{\frac {\partial F_{x}}{\partial x}}+{\frac {\partial F_{y}}{\partial y}}+{\frac {\partial F_{z}}{\partial z}}}
În coordonate polare expresia matematicä a divergenței unui câmp vectorial, {\displaystyle {\vec {F}}=F_{\rho }\cdot {\vec {e}}_{\rho }+F_{\varphi }\cdot {\vec {e}}_{\varphi }+F_{z}\cdot {\vec {e}}_{z}} este: 
{\displaystyle \operatorname {div} {\vec {F}}=\nabla \cdot {\vec {F}}\,={\frac {1}{\rho }}\cdot {\frac {\partial {(\rho \cdot F_{\rho })}}{\partial \rho }}+{\frac {1}{\rho }}\cdot {\frac {\partial {F_{\varphi }}}{\partial \varphi }}+{\frac {\partial {F_{z}}}{\partial z}}}
În coordonate sferice expresia matematică a divergenței unui câmp vectorial, {\displaystyle {\vec {F}}=F_{\rho }\cdot {\vec {e}}_{\rho }+F_{\eta }\cdot {\vec {e}}_{\eta }+F_{\varphi }\cdot {\vec {e}}_{\varphi }} este:
{\displaystyle \operatorname {div} {\vec {F}}=\nabla \cdot {\vec {F}}\,={\frac {1}{\rho ^{2}}}\cdot {\frac {\partial {(\rho ^{2}\cdot F_{\rho })}}{\partial \rho }}+{\frac {1}{\rho \cdot \sin(\eta )}}\cdot {\frac {\partial {(\sin(\eta )\cdot F_{\eta })}}{\partial \eta }}+{\frac {1}{\rho \cdot \sin(\eta )}}\cdot {\frac {\partial F_{\varphi }}{\partial \varphi }}}